# Lux Voor
LuxVoor was een vernieuwende politieke beweging in Nederland in de periode 2005-2009. De groepering noemde zichzelf een 'doorbraakbeweging' en wilde een vernieuwende politieke beweging zijn van twintigers en dertigers vanuit alle Nederlandse politieke partijen, zoals PvdA, VVD, CDA, D66 en GroenLinks.
De groep pleitte voor radicale hervorming van het openbaar bestuur en vervanging van de verzorgingsstaat door een ontplooiingsstaat. Zij stelde verder dat dynamisering van overheid, economie en samenleving hard nodig waren om te voorkomen dat Nederland verder achteruit sukkelde. Het doel van LuxVoor was geen nieuwe politieke partij, maar het doorbreken van de schotten tussen hun politieke partijen. 

LuxVoor organiseerde in kleiner verband in Amsterdam sinds het voorjaar van 2005 bijeenkomsten onder het motto: 'politiek kan ook leuk zijn!' en trad via het stuk Verenigd in Vooruitgang op 18 maart 2006 naar buiten. De beweging heeft zich op 13 maart 2009 in Cultuurhuis Diamantslijperij in Amsterdam opgeheven.

## Achtergrond
Een (eerste) openbaar stuk verscheen onder de titel Verenigd in Vooruitgang in de Volkskrant van zaterdag 18 maart 2006 in het katern Het Betoog. In dit artikel schetsten twintig mensen van PvdA, VVD, CDA, D66 en GroenLinks, met uiteenlopende maatschappelijke achtergronden, de contouren van een Nieuw Nederland. Zij geloofden dat inhoudelijke vernieuwing van buitenaf moest komen. Hun visie op Nederland was, naast een "tweestromenland" met vooruitstrevende tegenover behoudende partijen, het ideaal van de ontplooiingsstaat. In het artikel zette LuxVoor koers naar een nieuw Nederland. Een land waarin de ontplooiing van het individu vooropstaat en niet zijn verzorging. Waar de burgers trots zijn op hun moderne en welvarende land, respect hebben voor elkaar en vertrouwen hebben in de toekomst. Een land dat zich bewust is van zijn kernwaarden en die met overtuiging uitdraagt. Een land met een sterk besef dat iedereen het beste uit zichzelf moet halen om mee kunnen draaien in de top van de mondialisering.

Andere mediamomenten waren deelname aan het televisieprogramma Buitenhof op 26 maart 2006 en een artikel in weekblad Intermediair van 6 april 2006 (zie externe link hieronder).
In brainstorm- en andere bijeenkomsten werd daarna verder gepraat over Verenigd in Vooruitgang. 

Op zaterdag 8 april 2006 werd in het Cosmic Theater in Amsterdam onder leiding van zogeheten Voortrekkers en met steun van Felix Rottenberg met een groep van zo'n 50 mensen uit het hele land van gedachten gewisseld.

Zondag 7 en 21 mei werden overlegbijeenkomsten onder de noemer LuxVoor-werken gehouden in het Parool Theater in Amsterdam ter verdere voorbereiding op de conventie Partycipation.
In 2006 en 2007 werden nog regelmatig LuxVoor-bijeenkomsten in kleiner verband gehouden in Amsterdam en het was de bedoeling deze ook in andere steden te organiseren.

## Partycipation
Op zaterdag 10 juni 2006 werd in Felix Meritis aan de Keizersgracht in Amsterdam de conventie Partycipation gehouden: een treffen van twintigers en dertigers vanuit bestaande Nederlandse politieke partijen, zoals PvdA, VVD, CDA, D66 en GroenLinks, maar ook overige geïnteresseerden en niet-politiek actieven. Te gast waren ook politici van andere generaties.